# Stixis grossepunctata
Stixis grossepunctata là một loài bọ cánh cứng trong họ Cerambycidae.